# Micrapate brasiliensis
Micrapate brasiliensis är en skalbaggsart som först beskrevs av Pierre Lesne 1899.  Micrapate brasiliensis ingår i släktet Micrapate och familjen kapuschongbaggar. Inga underarter finns listade i Catalogue of Life.